# Чоатіл
Термін «Чоатіл» має декілька нерозривно пов'язаних між собою смислових значень:
- Чоатіл — територіальна громада та суспільна група корінного народу Канади Sto:lo (англ. Chawathil Indian Band [1] — українською звучить як «Індіанська родина Чоатіл»);
- Чоатіл — орган місцевого самоврядування (адміністрація) громади Чоатіл, який є членом Ради Племен народу Sto:lo[2] (англ. Chawathil Band government — українською звучить як «Вождівство Чоатіл»)
- Чоатіл — назва індіанської резервації та адміністративної одиниці регіону Фрейзер-Веллі, розташованої поблизу муніципалітету Гоуп у Британській Колумбії Канади, у якій проживають члени індіанської громади Чоатіл.

## Історичний символізм назв
Громада Чоатіл є частиною народу Sto:lo, що мовою халкомелем означає «ріка», а народи Sto:lo — це «люди ріки». Землі народу Sto:lo мовою халкомелем називаються «S'ólh Téméxw», що означає землі «синів неба», в той час, як «Tel Téméxw» – землі «синів землі». Річки, озера і прибережні ліси і землі та острови були і продовжують бути домівкою та основним джерелом ресурсів для існування членів громади.
Земля, на якій історично проживала громада Чоатіл, та на якій зараз розташовується муніципалітет Гоуп, мовою халкомелем називається «Чоатіл», що у перекладі означає «закрут ріки» або дослівніше — «там, де земля зустрічається із водою». Так називається банка, утворена наносами річки Коквігалла у місті її впадіння у ріку Фрейзер в результаті зустрічі двох стрімких і потужних течій. На цій банці зараз розташований центр сучасного містечка Гоуп. За громадою залишилась тільки вузенька смужка землі на узбіччі набережної Гоупа, яка називається «резервація Гоуп #1», де громада облаштувала наметовий кемпінг Телте-йєт, який функціонує вже 30 років. Туристи можуть користуватися наметами або місцями для паркування автомобілів-будинків чи причепів-дач із можливістю підключення їх до інженерних комунікацій.

## Резервації
У віданні адміністрації Чоатіл перебувають резервації:
| Назва             | Площа     | Примітки |
| ----------------- | --------- | --- |
| Гоуп #1.          | 3,90 га   | На території розташований наметовий кемпінг Телте-йєт |
| Ґрінвуд Айленд #3 | 4,00 га   | Територія розташована на острові на ріці Фрейзер, що навпроти містечка Гоуп. На території ведуться археологічні дослідження. Громада планує побудувати показове індіанське поселення для туристів та науковців, які досліджують побут і культуру Чоатіл |
| Тунель #6.        | 1,10 га   | Територія розташована на банці на ріці Фрейзер, що навпроти струмка Шкам |
| Чоатіл #4         | 551,60 га | На території розташовані будівля адміністрації та залізнична станція Кац Канадської тихоокеанської залізниці |
| Шкам #2.          | 54,30 га  | Територія резервації розділена на шматки залізницею та автострадою і відрізана від озера Шкам |

## Спосіб життя та перспективи розвитку

### Проблеми
Основною проблемою громади Чоатіл є обмеженість та розрізненість земельних угідь. Окрім цього, через території резервацій проходять численні комунікації, (залізниці, автотраси, лінії електропередач, трубопроводи) які на підставі відповідних законів додатково вилучають із них певні площі, та до того ж, розділяють землі ще на менші шматки. Суперечливість положень законодавства з питань оформлення власності на землю також обмежує можливість повноцінного хазяйнування громади на цих «зарезервованих» землях та їх розширення. 
Наступною проблемою громади, яка існувала і продовжує існувати, в основному, за рахунок природних ресурсів, є суттєве їх обмеження і навіть зникнення деяких видів ресурсів. Потрібне втручання як канадської, так і міжнародної спільноти у справу захисту тваринного і рослинного світу, збільшення їх поголів'я і, в першу чергу, лосося, де громада Чоатіл є безсилою. 
Третьою проблемою є проблема забруднення довкілля – в першу чергу, води та повітря, що, в свою чергу, відбивається на забрудненні природних ресурсів, якими користуються члени громади, та здійснює суттєвий вплив на їх здоров'я. Найбільш небезпечними забруднювачами є пестициди. Вирішення цієї проблеми також в руках усієї канадської та міжнародної спільноти.
До проблем природного характеру долучаються проблеми соціального характеру. 
Громада Чоатіл, які решта громад корінного населення Північної Америки, співіснує із сучасним канадським суспільством як «держава в державі». Члени громади обмежені не тільки територіально, а і у можливостях та правах. Статистика свідчить, що середньостатистичний член громади має середні річні надходження в розмірі від 14 до 22 доларів (для осіб різної статі). Держава виділяє кошти на утримання і розвиток громади, однак, цього недостатньо. 
Рівень освіти у порівнянні із середньостатистичними даними по канадському суспільству вкрай низький. 40% членів громади віком більше 15 років взагалі не мають свідоцтва про будь-який освітній рівень. Вищу освіту на рівні «бакалавр» та вище не здобув жодний із членів громади. Така ситуація також є своєрідною «огорожею», яка відділяє не тільки землі громади, а і саму громаду від решти суспільства. Як результат, членам громади важко інтегруватися у сучасне канадське суспільство і вони змушені вести своє господарство на кшталт «натурального». Самі будують, ремонтують і обслуговують свої будинки, дороги, самі обслуговують і ремонтують транспортні засоби та комунікації. Самі себе навчають та самі собі надають медичну допомогу.

### Плани розвитку
На сьогодні найбільш перспективною галуззю діяльності для членів громади є розвиток туристичного бізнесу. Фундамент такої діяльності закладено на набережній ділянці землі Гоуп #1, що є у центрі Гоупа. Кемпінг Телте-йєт займає дуже вигідне положення – обабіч головної автомагістралі Канади, практично у центрі містечка Гоуп. У перспективних планах громади закладена можливість його розширення за рахунок придбання прилеглої земельної ділянки, що розташована на іншому боці Вотар-Авеню, та розширення переліку сервісних послуг і підвищення їх якості. 
Поряд із цією територією та навпроти від неї, на острові Ґрінвуд Айленд розташована територія також підпорядкована громаді Чоатіл. Зараз на острові ведуться археологічні дослідження. Громада планує побудувати показове індіанське поселення для туристів та науковців, які досліджують побут і культуру громади Чоатіл. 
Борючись із вищенаведеними та іншими викликами, громада Чоатіл прагне поліпшити рівень свого життя, зберегти національні гідність, історію, культуру та традиції і завоювати повагу у решти спільноти під лозунгом «наша домівка як зовні, так і зсередини повинна стати такою, щоб нею можна було пишатися».
Громада також вдосконалює і поліпшує рівень життя на існуючих територіях. На виконання плану розвитку на території резервації Чоатіл #4 споруджено нову громадську багатоцільову залу «Ті Лалемстет», яка виконує ряд функцій. У приміщеннях зали розташовані офіси вождя та ради громади, виконавчих органів адміністрації, медичний пункт, де надається перша медична допомога і проводяться профілактичні зчеплення, кабінети стоматологів, приміщення для організації навчання дітвори до 15 років. Планується розмістити також музей та художню галерею. Члени громади долучаються до вивчення рідної мови.